# Erosberge
Die Erosberge sind ein Gebirge in Zentralnamibia, östlich der Städte Windhoek und Okahandja. Die Erosberge liegen ebenso wie die Auasberge auf durchschnittlich 2000 m über dem Meeresspiegel. Höchster Gipfel der Erosberge ist der Ludwigkop mit 2133 m Höhe über dem Meeresspiegel. 
Der Avis-Damm ist der südliche Abschluss der Erosberge. 

## Bedeutende Berggipfel
- Ludwigkop, 2133 m
- Erzberg, 2115 m
- Wachter, 2086 m
- Haynschlucht, 2067 m
- Abendstein, 2032 m
- Zagenicht, 2007 m
- Löwenhaupt, 1974 m
- Viereckstein, 1909 m
- Oruhungu, 1897 m
- Bockstein, 1805 m